# Hemibystra impuncta
Hemibystra impuncta är en stekelart som beskrevs av Heinrich 1968. Hemibystra impuncta ingår i släktet Hemibystra och familjen brokparasitsteklar. Inga underarter finns listade i Catalogue of Life.